# TS Volley Rybnik

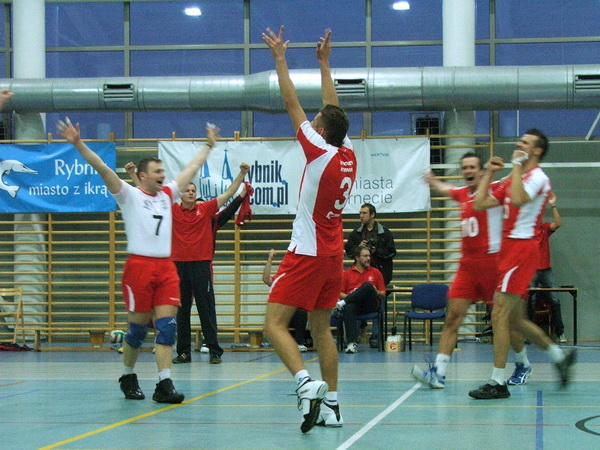
Siatkarze Volleya po wygranym spotkaniu z Politechniką Krakowską w 2. kolejce II ligi mężczyzn

TS Volley Rybnik – polski klub siatkarski z Rybnika, powstały w 2003 roku z przekształcenia sekcji siatkarskiej Rybnickiego Młodzieżowego Klubu Sportowego. W sezonie 2007/2008 zespół wywalczył awans do II ligi. W sezonie 2008/2009 zespół zajął 9. miejsce w 4 grupie II ligi. W sezonie 2009/2010 zespół rozgrywa spotkania w II lidze (po rozszerzeniu grup). 

## Historia
21 października 2003 roku powołano stowarzyszenie kultury fizycznej pod nazwą Towarzystwo Sportowe "Volley" Rybnik. 1 stycznia 2004 roku organizacja przejęła całą sekcję siatkarską Rybnickiego Młodzieżowego Klubu Sportowego: piłkę siatkową halową chłopców i dziewcząt, siatkówkę plażową i ligę amatorską. Klub założyli szkoleniowcy i sympatycy siatkarzy RMKS-u oraz organizatorzy Amatorskiej Ligi Siatkówki.
W kwietniu 2008 roku zespół z Rybnika awansował do II ligi. W turnieju finałowym o awans do wyższej klasy rozgrywkowej zajął 1. miejsce, pokonując wszystkich swoich rywali: Chemika Bydgoszcz, MKS MDK Warszawa i MMKS Łęczyca.
W debiucie w rozgrywkach II-ligowych rybniczanie ponieśli porażkę z Karpatami Krosno 0:3. Swoje historyczne zwycięstwo odnieśli w 2. kolejce spotkań, w której pokonali przed własną publicznością Politechnikę Krakowską w czterech setach. Passa zwycięskich meczów rybnickiego zespołu została przerwana w 5. serii zmagań. Volley przegrał wówczas w Radomiu z Czarnymi 0:3.
28 lutego 2009 roku drużyna TS Volley Rybnik rozpoczęła walkę o utrzymanie w II lidze. W pierwszym pojedynku niestety ponieśli porażkę na własnej hali z TS Hejnałem Kęty 0:3. Siedem dni później udali się na mecz rewanżowy do Kęt, po bardzo wyrównanym meczu odnieśli drugą porażkę tym razem 2:3. Drużyna z Rybnika poznała kolejnego przeciwnika dopiero po trzecim meczu fazy play-out pary w której zmierzyły się drużyny z Krakowa oraz Rzeszowa. Słabszym w tej parze okazała się drużyna AKS Resovia II Rzeszów. 28 marca 2009 roku na hali przy ulicy św. Józefa w Rybniku rozegrał się horror, który mógłby być scenariuszem do hollywoodzkich filmów. W pierwszej odsłonie spotkania rybniczanie wygrali po bardzo emocjonującej końcówce 26:24, drugie starcie to także zwycięstwo gospodarzy 25:23, trzecia partia to zwycięstwo gości 25:22. W secie czwartym zawodnicy rozegrali niezwykle fascynującą potyczkę, cały set gra układała się niezwykle równo, ostatecznie partię wygrali Rzeszowianie wynikiem 39:37. Tie break zakończył się porażką rybniczan 16:18. Tydzień później rybniczanie rozegrali rewanż na rzeszowskiej ziemi i wygrali sensacyjnie 3:1. Trzecie spotkanie znów odbyło się w Rybniku. Po wygranych pierwszych dwóch setach przez TS Volley Rybnik do głosu doszli Rzeszowianie i wygrali 3:2. TS Volley Rybnik spadł do III ligi. Ważnym zaznaczenia jest fakt iż drużyna z Rzeszowa grała wzmocnionym składem z pierwszego zespołu Asseco Resovia Rzeszów, który gra w PlusLidze m.in. Piotr Łuka, Michał Kaczmarek.
11 sierpnia 2009 roku Polski Związek Piłki Siatkowej opublikował skład grup II ligowych na sezon 2009/2010 w siatkówce mężczyzn. Na skutek rozszerzenia grup TS Volley Rybnik znalazł się w drugiej grupie (południowo-zachodniej) i będzie rozgrywał mecze na II ligowym parkiecie w sezonie 2009/2010. Zarząd rybnickiego klubu po piątej porażce w sezonie zatwierdził zmianą pierwszego trenera. Dotychczasowy pierwszy trener pan Wojciech Kasperski został drugim trenerem, a na stanowisko pierwszego szkoleniowca powołano znanego na parkietach PlusLigi pana Dariusza Luksa. W minionym sezonie był pierwszym trenerem AZS Białystok, a w swojej karierze trenerskiej współpracował z takimi zespołami jak:Jadar Radom, Górnik Radlin był także trenerem reprezentacji polski siatkarzy plażowych. Doświadczenie trenera natychmiast poskutkowało, bo już dwa pierwsze mecze rozegrane pod kierownictwem Luksa, rybniccy siatkarze wygrali, a w trzecim spotkaniu nieznacznie ulegli drużynie SMS PZPS II Spała. 
Od roku 2010 pierwszym szkoleniowcem zespołu ponownie został Wojciech Kasperski, gdyż trener Dariusz Luks, otrzymał posadę drugiego trenera w drużynie BKS-u Aluprof Bielsko-Biała. TS Volley Rybnik w sezonie 2009/2010 utrzymała się w II lisze mężczyzna zajmując 7 lokatę w tabeli.
W sezonie 2013/2014 juniorzy TS Volley Rybnik zdobyli srebrny medal Mistrzostw Polski, które odbywały się w Bydgoszczy 2-6.04.14r.

## Wychowankowie Volleya
- Paweł Rusek (m.in. Jastrzębski Węgiel)
- Mariusz Prudel (mistrz Europy w siatkówce plażowej U-23)
- Sebastian Pęcherz (m.in. Jadar Radom, Jastrzębski Węgiel)
- Arkadiusz Terlecki (złoty i srebrny medalista Mistrzostw Polski)
- Rafał Szymura (reprezentant Polski kadetów, wicemistrz Polski)
- Olaf Dzienkowski (wicemistrz Polski kadetów[potrzebny przypis], mistrz Polski juniorów[3])